# Jamal Mubarak
Jamal Abdulrahman Mubarak (arabisch جمال مبارك, DMG Ǧamāl Mubārak; * 21. März 1974) ist ein ehemaliger kuwaitischer Fußballnationalspieler. Er wurde als Abwehrspieler eingesetzt.

## Karriere

### Verein
Zuerst spielte er für den al-Tadhamon SC aus Al-Farwaniyya. Nach der Saison 2003/04 ging es für ihn zu al Qadsia Kuwait aus Kuwait. Mit diesen erlangte er in der Saison 2004/05 die Meisterschaft sowie in seiner letzten Saison 2006/07 den Pokal. Nach dieser Saison beendete er seine Laufbahn.

### Nationalmannschaft
Sein erster Einsatz in der kuwaitischen Fußballnationalmannschaft war in einem Vorrundenspiel des Golfpokals 1994 gegen den Oman; das Spiel endete 0:0. In der Qualifikation zur Asienmeisterschaft 1996 kam er in vier Spielen zum Einsatz. In der Endrunde selber kam er dann auf insgesamt fünf Einsätze. Im selben Jahr kam er dann im Golfpokal erneut auf einen Einsatz. Danach ging es 1997 um die Qualifikation zur Weltmeisterschaft 1998, bei der er in fast jedem Qualifikationsspiel eingesetzt wurde. Die Endrunde konnte die Mannschaft jedoch nicht erreichen. Im Jahr 1998 kam er aber noch in drei Spielen des Arabischen Nationenpokals, wie auch sieben Partien der Asienspiele zum Einsatz.
Im Jahr 2000 gab es für ihn dann wieder einige Einsätze in der Qualifikation zur Asienmeisterschaft 2000 als auch in der erreichten Endrunde. In der Qualifikation zur Weltmeisterschaft 2002 kam er ebenfalls auf einige Einsätze, konnte aber auch nicht dafür sorgen, dass sich die Mannschaft für die Endrunde qualifizierte. Im gleichen Jahr fand auch der Golfpokal statt, bei dem er wieder in vier Spielen zum Einsatz kam. Auf einige Einsätze kam er auch in der Qualifikation zur Asienmeisterschaft 2004. An diesem Turnier sollte er selber aber nicht mehr teilnehmen. Sein letztes Turnier war somit der Golfpokal 2004, in welchem er in jedem Spiel zum Einsatz kam. Das Spiel um Platz 3 war aber nicht sein letztes Spiel für die Mannschaft. Dieses fand zwei Jahre später am 11. Oktober 2006 gegen Litauen statt; das Spiel wurde 0:1 verloren. Insgesamt absolvierte Mubarak 107 Länderspiele für Kuwait.